# Juhani Korpivaara
Juhani Korpivaara, född 28 maj 1887 i Ylistaro, död 28 augusti 1960 i Helsingfors, var en finländsk bilhandlare.
Korpivaara grundade 1917 tillsammans med en kompanjon bolaget Korpivaara & Holm, från 1947 Korpivaara Oy. Till en början sysslade Korpivaara främst med cykelhandel, men när bilismen fick sitt genombrott på 1920-talet fördubblade bolaget sin omsättning. Det sysslade även med försäljning av däck, motorcyklar och bränsle samt ägnade sig åt bilskoleverksamhet. På Korpivaaras initiativ grundades 1929 förbundet Linja-autoliikennöitsijäin liitto, vars syfte blanda annat var att förbättra vägförhållandena.
Korpivaara donerade en betydande summa pengar till Finska kulturfonden, som bildade en fond vars intäkter under 1950- och 60-talen gick till ungdomsarbete. Sedan kom den att understödja forskning inom biltrafik och miljöskyddsfrågor.